# Aleksiej Dubina
Aleksiej Dubina, ros. Алексей Дубина (ur. 7 marca 1980 w Mińsku) – białoruski piłkarz występujący na pozycji obrońcy. 